# Ruth of the Range

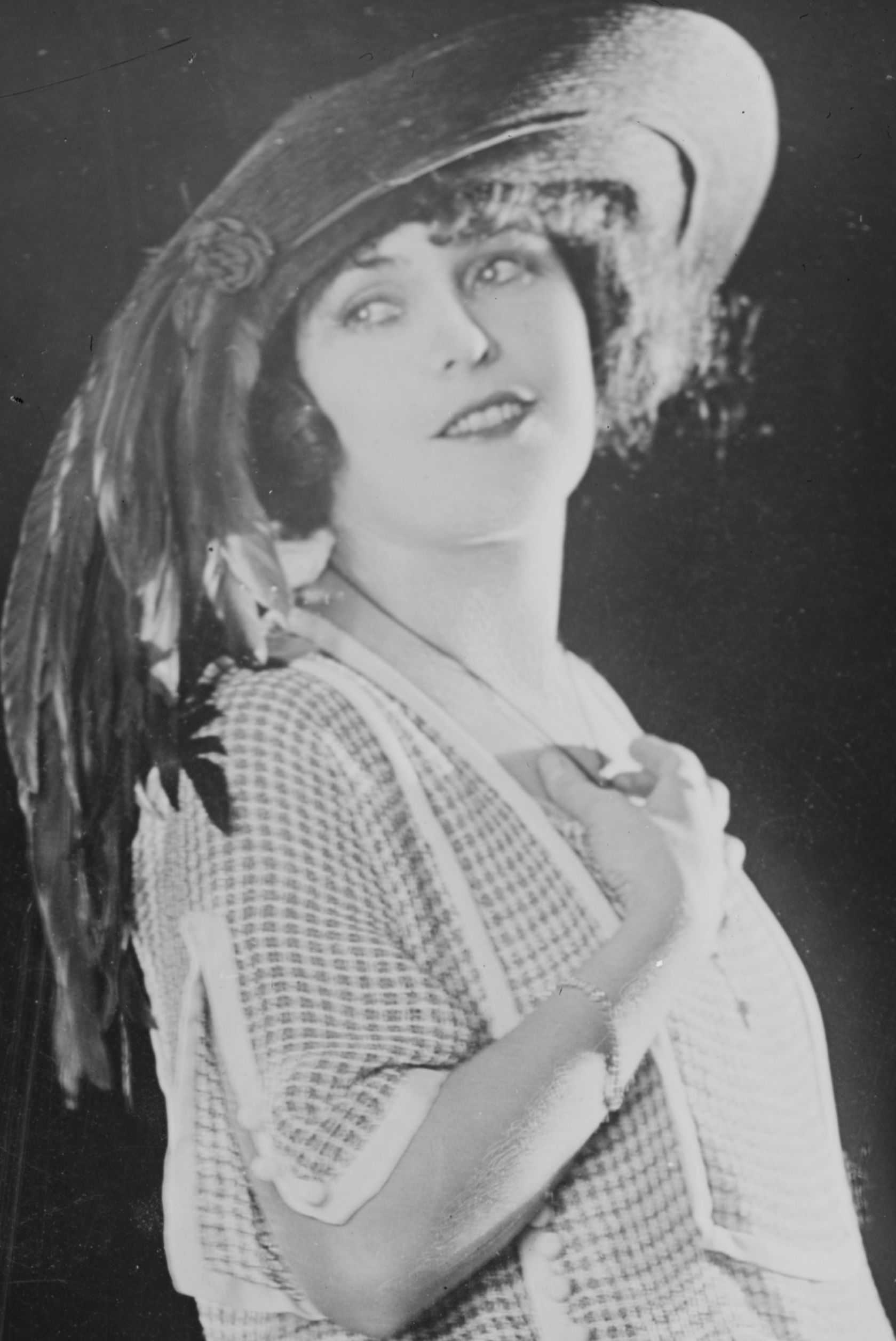
Ruth Roland, protagonista do seriado.

Ruth of the Range é um seriado estadunidense de 1923, gênero aventura, dirigido por Ernest C. Warde, Frank Leon Smith e W. S. Van Dyke alternadamente, em 15 capítulos, estrelado por Ruth Roland, Bruce Gordon e Lorimer Johnston. Produzido por Ruth Roland Serials e distribuído pela Pathé Exchange, veiculou originalmente nos cinemas estadunidenses a partir de 14 de outubro de 1923. Foi o último seriado a ser produzido pelo chefe de produção de seriados da Pathé, Wilson Gillets. Ele morreu antes que o seriado fosse concluído, e Frank Leon Smith teve que completar o filme. O diretor, Ernest C. Warde, também morreu antes de concluir as filmagens.
O seriado é considerado perdido, e o enredo completo permanece até hoje desconhecido.

## Sinopse
Uma jovem tenta resgatar seu pai de uma gangue que o raptou a fim de descobrir o seu segredo para fazer o Fuelite, um substituto para o carvão.

## Elenco
- Ruth Roland	 ...	Ruth Remington
- Bruce Gordon	 ...	Bruce Burton
- Lorimer Johnston	 ...	Peter Van Dyke
- Ernest C. Warde	 ...	Robert Remington
- Pat Harmon	 ...	Jim Stain
- Andre Peyre	 ...	Judith
- Harry De Vere	 ...	J. Hamilton Camp
- Omar Whitehead	 ...	Captain X
- Milton Berle	 ...	Bit Role (não-creditado e não-confirmado)
- Bob Rose	 ...	dublê de Ruth (não-creditado)

## Detalhes da produção
Ernest C. Warde e Gilson Willets morreram durante o making of deste seriado, forçando Frank Leon Smith a completar o script e a filmagem, após Woody van Dyke ter assumido como diretor e depois saído.
Ruth Roland decidiu que precisava de umas férias e foi embora com os dois últimos capítulos a terminar. Seu dublê, Bob Rose, colocou uma peruca e ajudou a encerrar as filmagens.

## Capítulos
1. The Last Shot
2. The Seething
3. The Danger Trail
4. The Terror Trail
5. The Temple Dungeon
6. The Pitfall
7. The Fatal Count
8. The Dynamite Plot
9. The Lava Crusher
10. Circumstantial Evidence
11. The Desert of Death.
12. The Vital Test
13. The Molten Menace
14. The First Freight
15. Promises Fulfilled

Fonte: 